# Croix de cimetière de Saint-Juéry
La croix de cimetière de Saint-Juéry est une croix située à Saint-Juéry, en France.

## Localisation
La croix est située sur la commune de Saint-Juéry, dans le département français de la Lozère.

## Historique
L'édifice est inscrit au titre des monuments historiques en 1926.